# Glossop North End AFC
Glossop North End AFC är en engelsk fotbollsklubb i Glossop, grundad 1886. Hemmamatcherna spelas på Surrey Street, som har en kapacitet på 2 374 (209 sittplatser, 2 165 ståplatser). Klubbens smeknamn är The Hillmen. Klubben spelar i Northern Premier League Division One South East.
Klubben blev invald i The Football Leagues Second Division 1898.